# Hans-Jürgen Mende (Historiker)
Hans-Jürgen Mende (* 19. Mai 1945 in Berlin-Kreuzberg; † 21. September 2018 in Rostock) war ein deutscher Historiker. Er war Dozent für Philosophiegeschichte an der Kunsthochschule Berlin-Weißensee. Nach der Wiedervereinigung Deutschlands (1989/90) gründete Mende den sozial- und kulturgeschichtlichen Verein Luisenstädtischer Bildungsverein, dessen Hauptziel die Erforschung und Verbreitung der Geschichte Berlins und Brandenburgs war und wurde bis zur Auflösung dessen Geschäftsführer. In dieser Eigenschaft war er an zahlreichen Veröffentlichungen direkt beteiligt.

## Veröffentlichungen (Auswahl)
- (Hrsg.): Lexikon ‚Alle Berliner Straßen und Plätze‘ – Von der Gründung bis zur Gegenwart. Neues Leben / Edition Luisenstadt, Berlin 1998, ISBN 3-355-01491-5 (4 Bände, 2300 Seiten).
- Mit Kurt Wernicke (Hrsg.): Reihe Berliner Bezirkslexikon:
  - Kathrin Chod, Herbert Schwenk, Hainer Weißpflug: Berliner Bezirkslexikon Mitte. 2 Bände. FTS Berlin / Edition Luisenstadt, 2001, ISBN 3-89542-111-1.
  - Kathrin Chod, Herbert Schwenk, Hainer Weißpflug: Berliner Bezirkslexikon Friedrichshain-Kreuzberg. 2 Bände. FTS Berlin / Edition Luisenstadt, 2002, ISBN 3-89542-122-7.
  - Kathrin Chod, Herbert Schwenk, Hainer Weißpflug: Berliner Bezirkslexikon Friedrichshain-Kreuzberg. Haude & Spener / Edition Luisenstadt, Berlin 2003, ISBN 3-7759-0474-3.
  - Hainer Weißpflug et al.: Berliner Bezirkslexikon Charlottenburg-Wilmersdorf. Haude & Spener / Edition Luisenstadt, Berlin 2005, ISBN 3-7759-0479-4.
  - Hainer Weißpflug et al.: Berliner Bezirkslexikon Treptow-Köpenick. FTS Berlin / Edition Luisenstadt, 2009, ISBN 978-3-89542-153-2.
- (Hrsg.): Reihe Berliner Friedhofsführer. 2002–2015, 23 Hefte.
- Mit Sylvia Lais (Hrsg.): Lexikon Berliner Straßennamen. Haude und Spener, Berlin 2003, ISBN 3-7759-0477-8.
- Lexikon Berliner Begräbnisstätten. Pharus-Plan, Berlin 2018, ISBN 978-3-86514-206-1.
- Mit Nicola Vösgen: Der Jüdische Friedhof in Berlin-Weißensee. Pharus Verlag, Berlin 2016, ISBN 978-3-86514-217-7.
- Mit Antje Krause: Neuer Friedhof Warnemünde – Bemerkenswerte Grabstätten. Hrsg.: Hanse- und Universitätsstadt Rostock, Presse- und Informationsstelle  Sammelwerk=Rostocker Friedhöfe. Teil 3. Rostock 2018, ISBN 978-3-00-058689-7 ([Teil 1]: Neuer Friedhof Rostock – bemerkenswerte Grabstätten, 2012; [Teil 2]: Neuer Friedhof Rostock, 2014).